# Jabuti
Jabuti, jaboti (do tupi iaboti) ou jabutim é a designação vulgar, utilizada no Brasil, para duas espécies de répteis providos de carapaça, exclusivamente terrestres, nativos da América do Sul, do gênero Chelonoidis, da ordem dos quelônios, da família dos testudinídeos. As duas espécies de jabuti distribuídas no Brasil são a Chelonoidis carbonaria (jabuti-piranga, o mais comum) e a Chelonoidis denticulata (jabuti-tinga). A fêmea dos jabutis é chamada jabota. Seus parentes mais próximos (inclusive pertencentes ao mesmo gênero Chelonoidis) são a Tartaruga do Chaco (Chelonoidis chilensis, as vezes é referida como Jabuti-argentino pelos brasileiros) e a Tartaruga-das-galápagos (Chelonoidis nigra)

## Nome e espécies
Jabuti vem do tupi antigo iaboti, donde também o nome alternativo do animal, jaboti.
São encontradas duas espécies de jabuti no Brasil, com ampla distribuição:
- Jabuti-piranga (Chelonoidis carbonaria; do tupi "jabuti vermelho"), distribuída em estados do Norte, Nordeste, Centro-oeste, Sudeste e Sul do Brasil. Esta espécie prefere áreas abertas e bordas de matas, mas pode ser encontrada no interior da Mata Amazônica, Mata Atlântica, na Caatinga e no Cerrado.[6]
- Jabuti-tinga (Chelonoidis denticulata; em tupi, jabuti branco ou claro), menos comum, distribuída em estados do Norte, Nordeste e Centro-oeste. Esta espécie prefere florestas tropicais densas, como a Mata Amazônica, porém raramente pode ser encontrada em áreas mais abertas.[7]

## Característica
São animais que possuem casco convexo — carapaça bem arqueada — e pernas grossas e adaptadas à vida terrestre. A carapaça é uma estrutura óssea formada pelas vértebras do tórax e pelas costelas. Funciona como uma caixa protetora na qual o animal se recolhe quando molestado. É revestido por escudos (placas) córneas. Os jabutis podem chegar aos 70 cm de comprimento aos 80 anos. Sua expectativa de vida é de 80 anos, porém, havendo registros de animais alcançando 100 anos.
A carapaça do jabuti é preta e possui um padrão em polígonos de centro amarelo e com desenhos em relevo. A cabeça e as patas retráteis são de um tom de preto fosco, com manchas vermelhas, ou amarelas, a depender da espécie. O plastrão é reto ou convexo nas fêmeas e côncavo nos machos, justamente para encaixarem nas fêmeas por ocasião da cópula.

## Hábitos e alimentação
Possuem hábitos diurnos e gregários (vivem em bandos) e passam o tempo em busca de alimento, podendo percorrer grandes distâncias. Eles são onívoros, e uma alimentação equilibrada deve ter folhas e legumes; frutas e proteína animal. Em cativeiro os Jabutis podem ter sua dieta complementada por 50% de ração canina de boa qualidade. A ração pode ser umedecida com água para amolecer, o que é importante na alimentação de filhotes. O restante da dieta deve conter frutos variados (uvas, bananas, pera e maçã) e verduras (couve e almeirão) Também pode ser oferecido, ocasionalmente, carne moída crua e ovos cozidos. Por outro lado, nunca oferecer leite ou derivados, que não são digeridos pelo animal. É importante também um suprimento de cálcio, que pode ser fornecido pela farinha de osso. Os jabutis não possuem dentes. No lugar deles há uma placa óssea que funciona como uma lâmina. Os jabutis podem virar caso tentem cruzar algum obstáculo e é comum os machos virarem durante a cópula. Nesse caso, sem ter como se desvirar, o animal pode morrer. Os jabutis precisam de água fresca para viver, e não apenas a água dos alimentos. Por serem exclusivamente terrestres, e sem capacidade de nadar, a morte por afogamento infelizmente é muito comum.
Possuem o hábito da coprofagia, o que faz deles animais com grande probabilidade de contrair patógenos de outros vertebrados, como os de cães, gatos e até humanos.

## Legislação brasileira
O jabuti é considerado pela legislação como um animal silvestre, por isso para tê-lo em domicílio, segundo a legislação brasileira, é preciso que seja oriundo de um criadouro e registrado junto ao órgão ambiental. Até 2011 esse registro era realizado pelo IBAMA. Atualmente os órgãos estaduais de Meio Ambiente é que detêm a competência de registro dos criadouros comerciais de fauna silvestre.
Apesar da proibição, o jabuti é tradicionalmente criado como animal de estimação em diversas partes do país.

## Aspectos culturais
Na cultura indígena brasileira, o jabuti é o herói invencível em diversas narrativas.

### Premiação literária
O Prêmio Jabuti é considerado o mais importante prêmio literário do Brasil.

### Provérbios e ditos
No Brasil, há alguns provérbios populares acerca da figura do jabuti. Entre eles:
- "Jabuti não pega ema".[21]
- "Jabuti não sobe em árvore".[22]
- "Jabuti quando tem pressa, aprende a voar".[23]

### Jargão
Na agricultura, na Região Nordeste do Brasil, jabuti é um dispositivo tosco usado para descaroçar algodão.
No processo legislativo brasileiro, jabuti designa a inserção de norma alheia ao tema principal em um projeto de lei ou medida provisória enviada ao Legislativo pelo Executivo. Este termo surgiu por analogia ao ditado popular “jabuti não sobe em árvore” usado para expressar fatos que não acontecem de forma natural.